# 槐叶决明
槐叶决明（学名：Cassia sophera）为豆科决明属下的一个种。

## 扩展阅读
- 維基物種上的相關：槐叶决明